# Ozarba megaplaga
Ozarba megaplaga là một loài bướm đêm trong họ Noctuidae.